# گوله، شابران
گوله، شابران (به ترکی آذربایجانی: Güləh) یک منطقهٔ مسکونی در جمهوری آذربایجان است که در شهرستان شابران واقع شده‌است.